# Kandahar
Kandahar (paszto کندهار pers. قندهار Qandahâr) – miasto w południowym Afganistanie, stolica prowincji Kandahar, położone nad rzeką Helmand.
Miasto zostało założone przez Aleksandra Wielkiego w 330 p.n.e. pod nazwą Aleksandria w Arachozji (stgr. Αλεξάνδρεια Aραχωσίας). 
Liczba mieszkańców Kandaharu w roku 2021 wynosiła ponad 651 tys. mieszkańców, a całej prowincji ok. 1,4 mln. Kandahar jest więc czwartym co do wielkości miastem Afganistanu i głównym ośrodkiem handlowym – w szczególności dla produktów rolniczych.
W mieście znajduje się międzynarodowy Port lotniczy Kandahar. Rozbudowana sieć drogowa w połączeniu z dogodnym położeniem geograficznym ułatwia komunikację z innymi ważnymi miastami regionu: Kabulem i Ghazni na wschodzie, Heratem na zachodzie i miastem Kweta w Pakistanie. 
Obok Peszawaru, Kandahar jest głównym miastem plemienia Pasztunów. W Kandaharze urodził się prezydent Hamid Karzai.
W mieście rozwinął się przemysł spożywczy oraz włókienniczy.

## Galeria

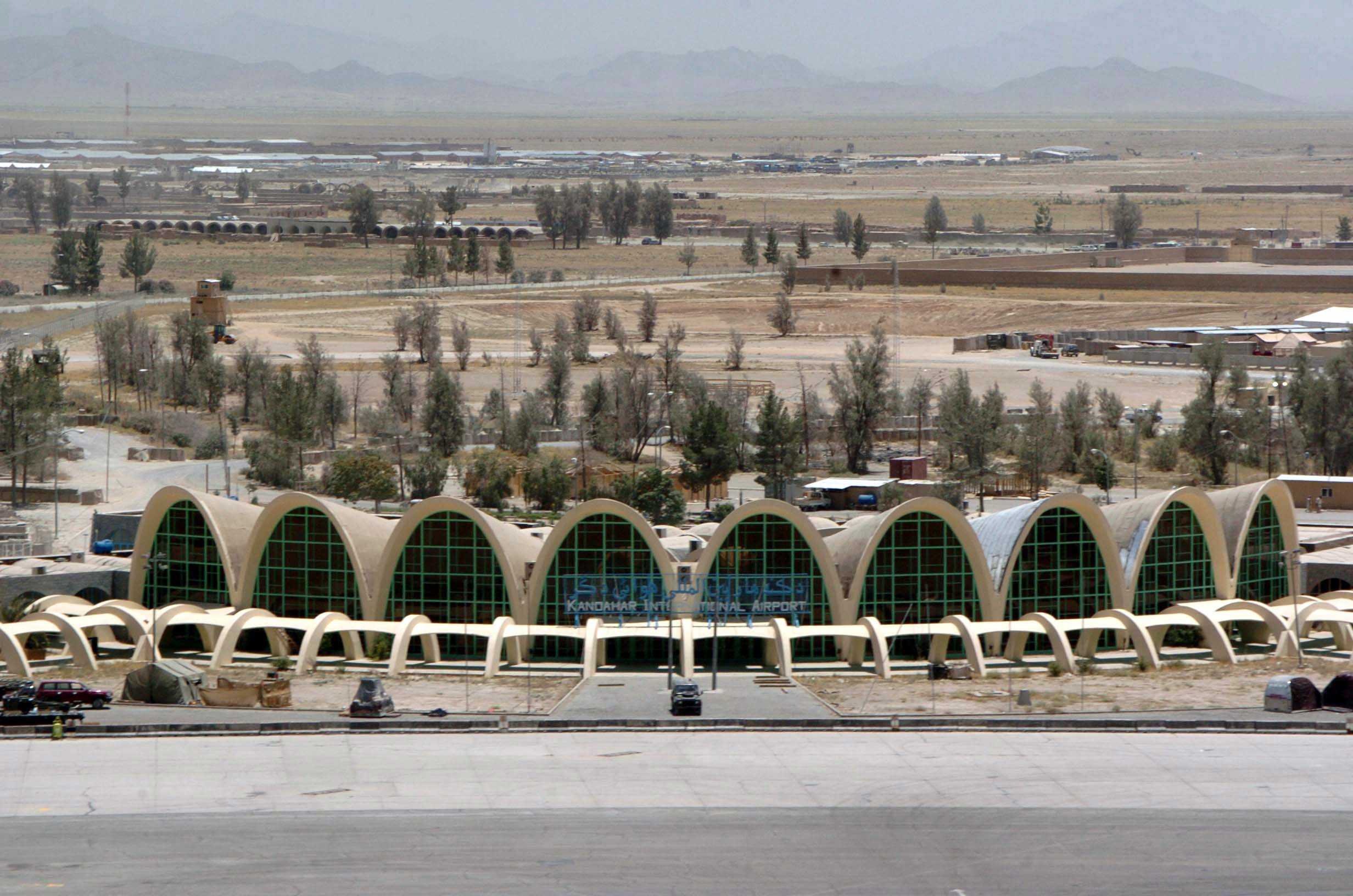
Port lotniczy Kandahar
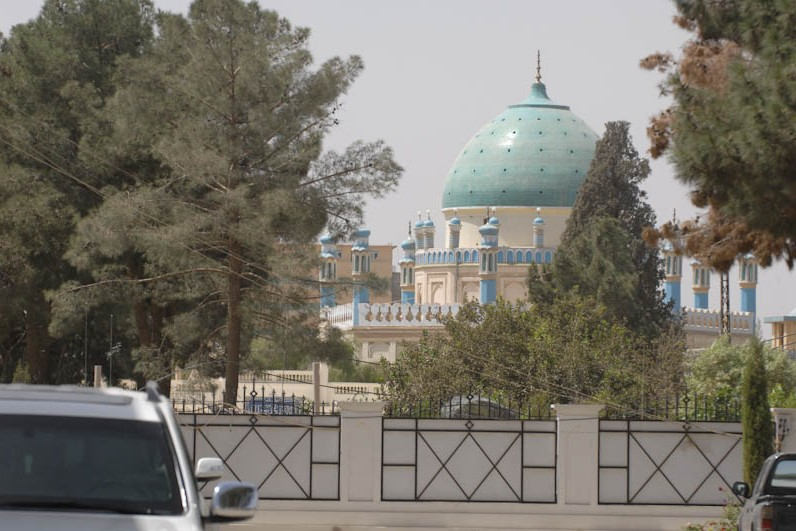
Meczet Ahmeda Szaha Abdali'ego
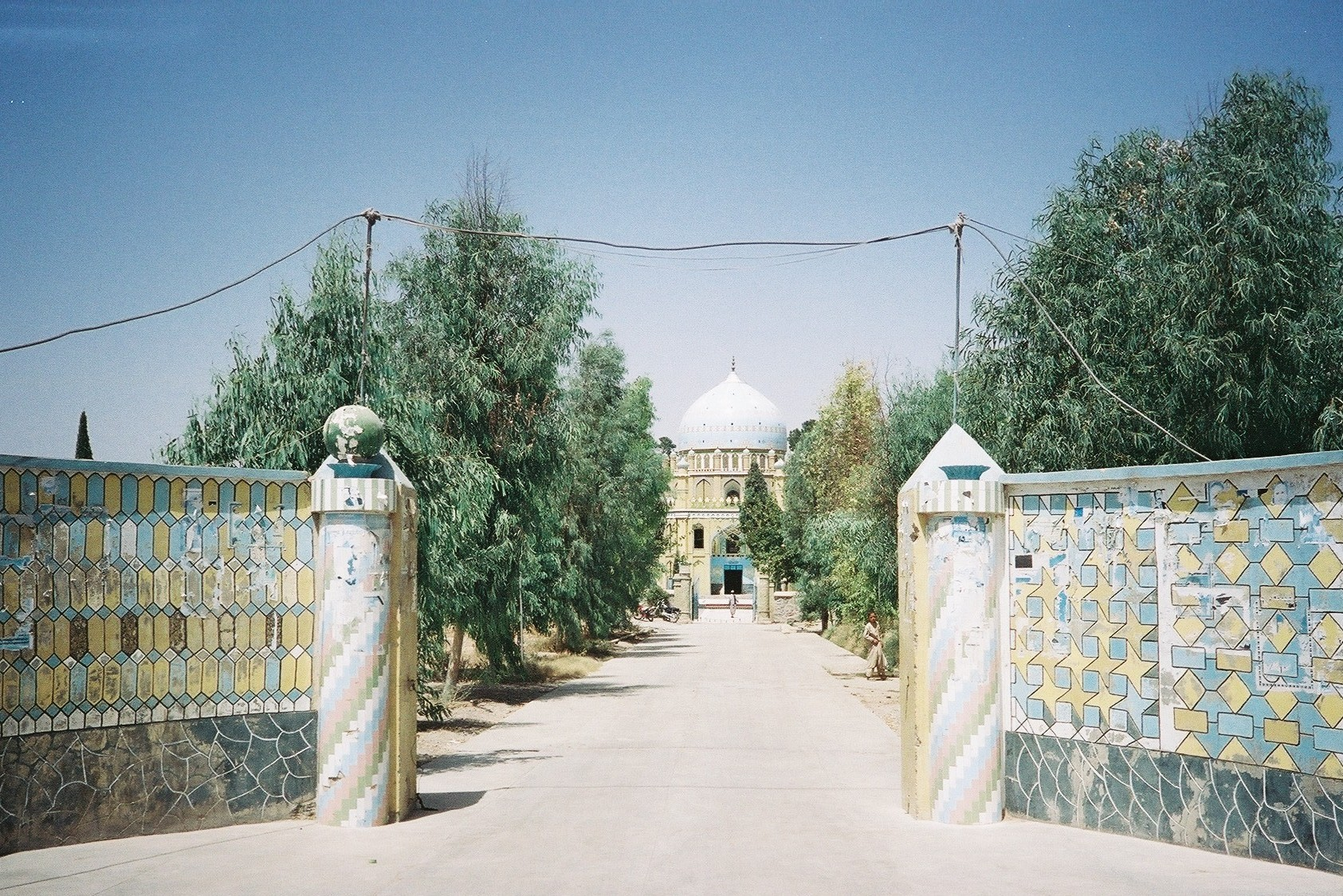
Mauzoleum Mira Wajsa Chana
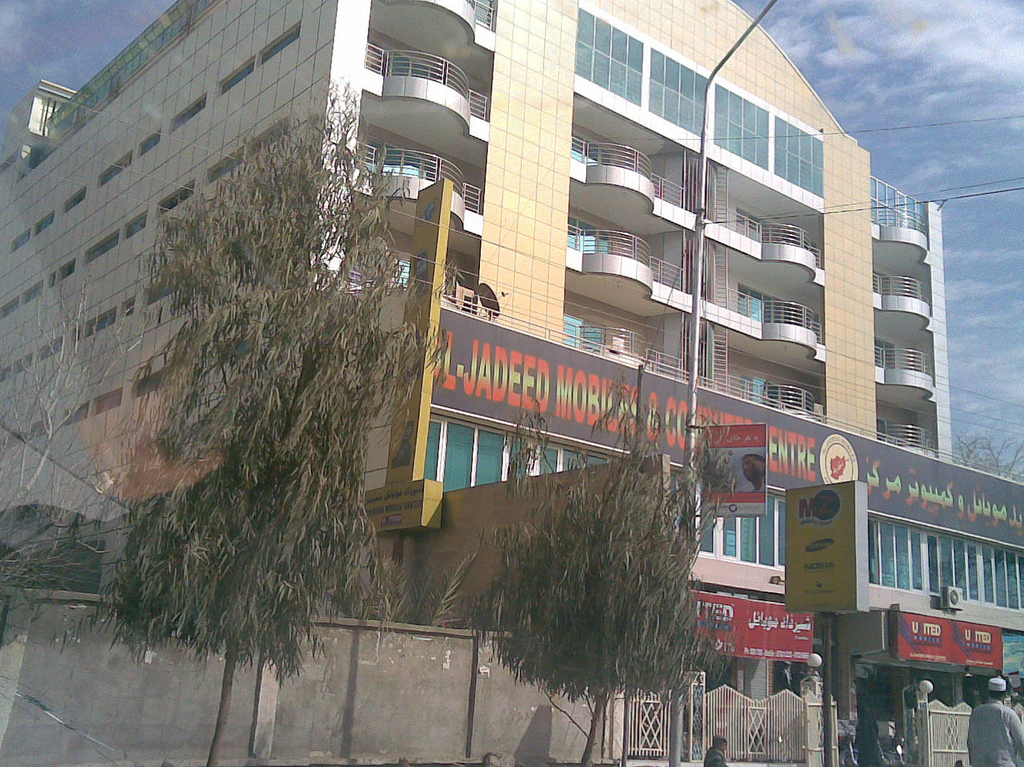
Centrum handlowe Al-Jadeed
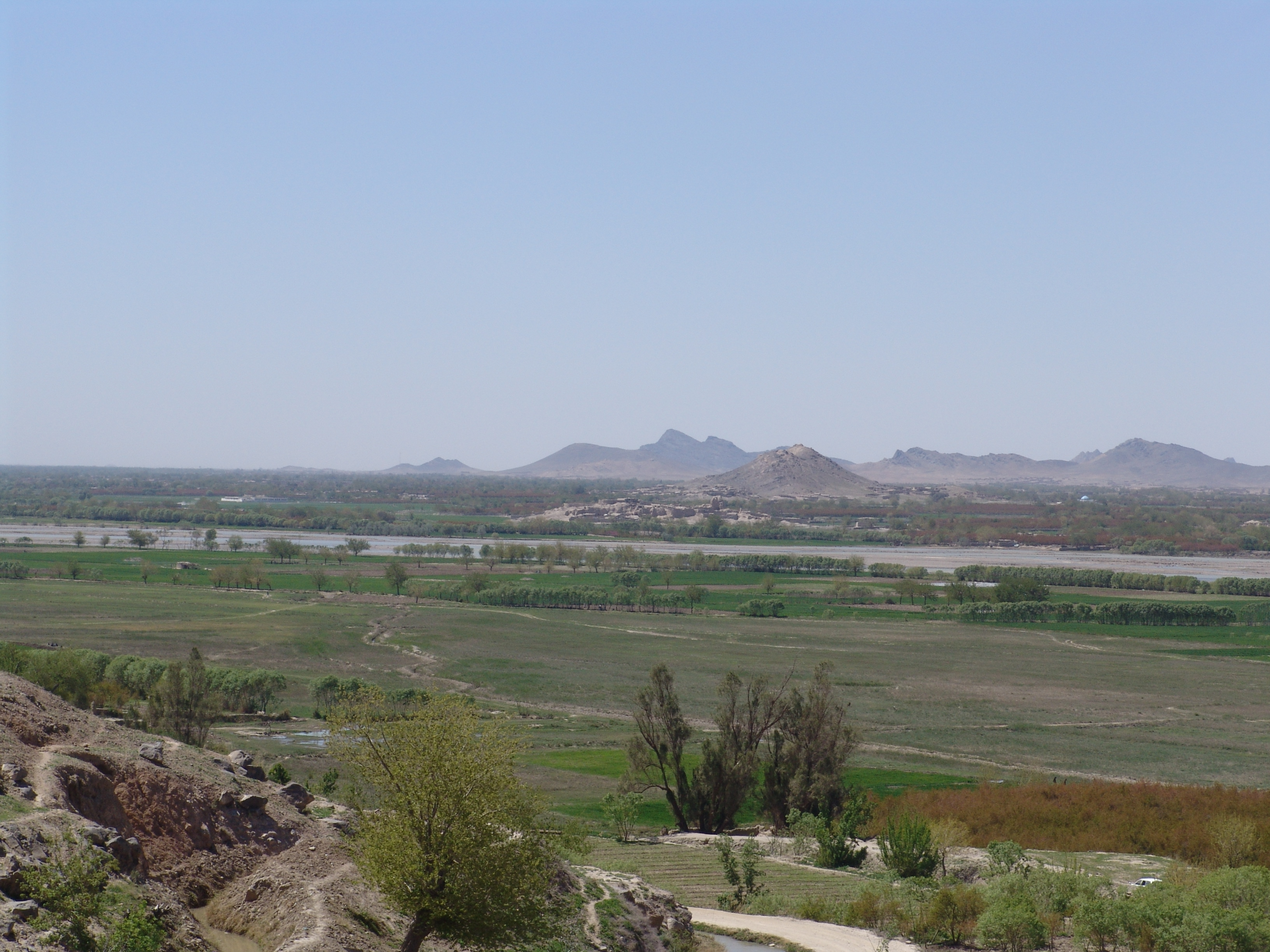
Dolina Arhandab